# 凯里迈基教堂

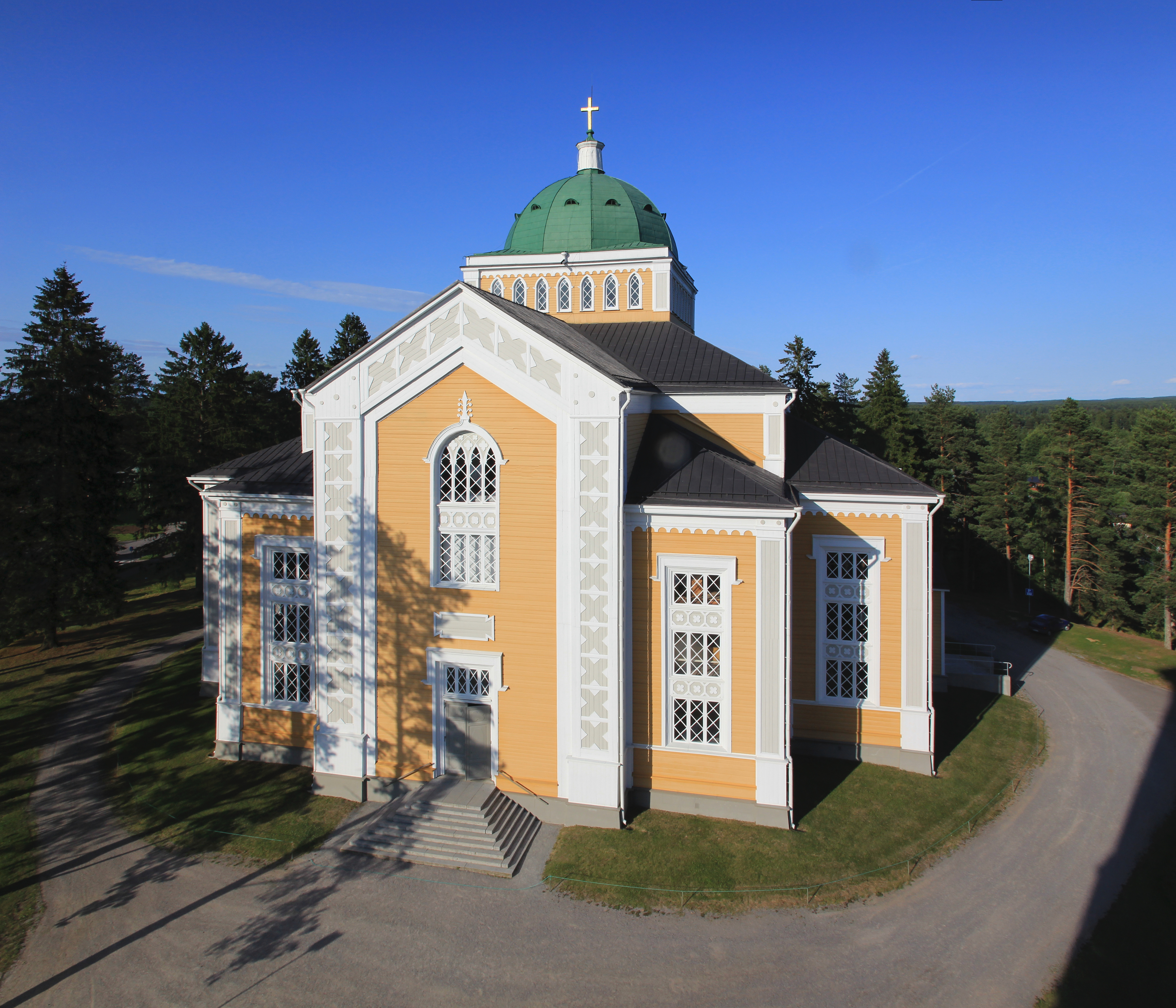
凯里迈基教堂

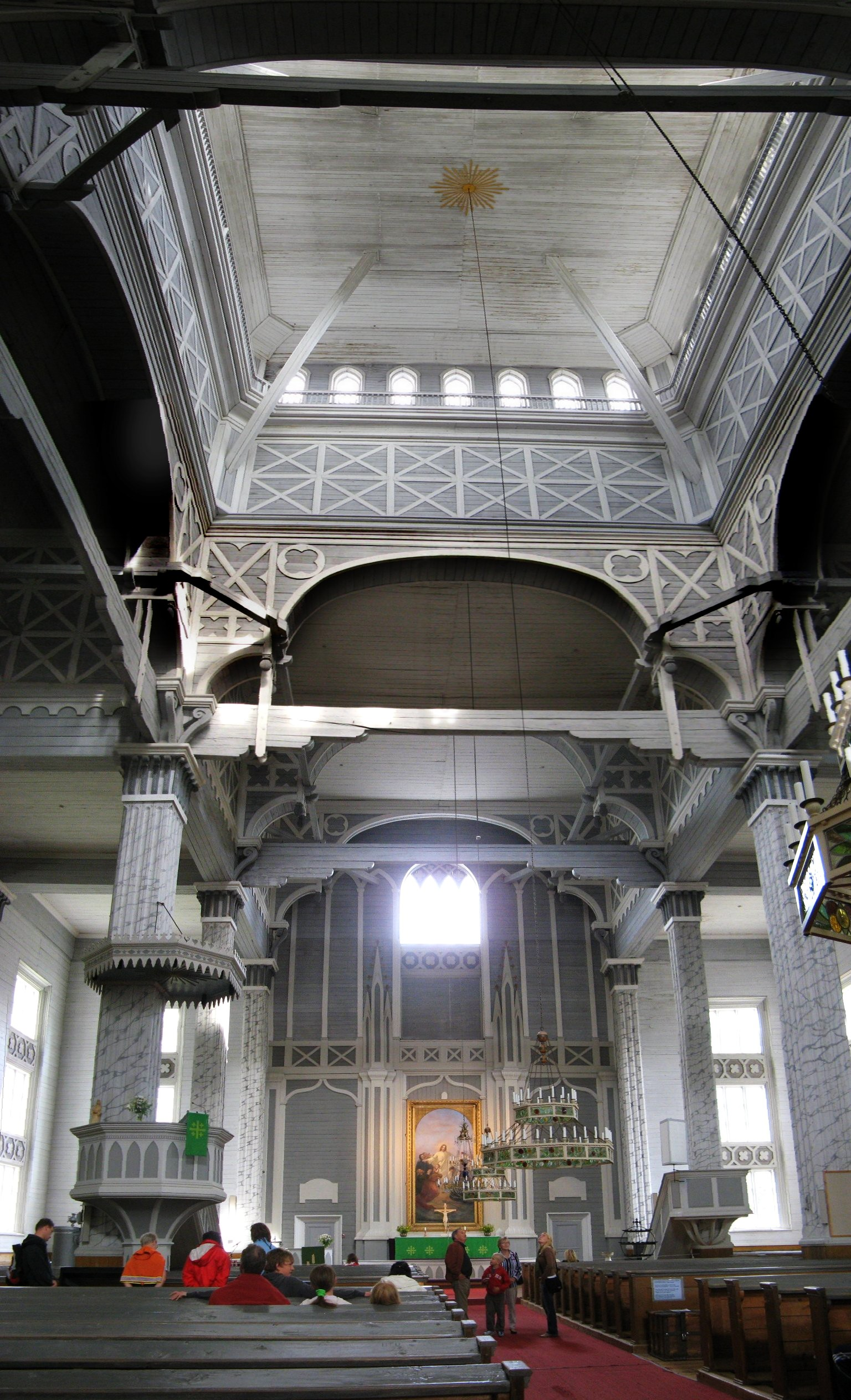
教堂内部

凯里迈基教堂（芬蘭語：Kerimäen kirkko）是一座位于芬兰萨翁林纳市凱里邁基区的教堂。根据教会自己的介绍，该教堂是“基督教会中最大的木造教堂和芬兰最大的教堂场所”。同时该教堂也是世界上最大的木造教堂。该教堂距离萨翁林纳市中心东边20公里处，普鲁韦西湖岸边。凯里迈基教堂因其建筑风格和大小而在艺术史上占重要地位。

## 教堂建筑
教堂在尺寸上较大，长45米、宽42米、高27米，十字架的顶部有37米高。教堂内大约有3000个座位，另外还有2000个站位。教堂内木凳的总长度为1670米。